# Tidens Tempo
|  | Denne artikel er oprettet af botten Steenthbot ud fra en ekstern database. Den kan derfor have sproglige fejl eller mangler. Denne skabelon kan fjernes efter kontrol af indholdet. |

Tidens Tempo er en dansk dokumentarfilm fra 1944.

## Handling
Spillefilm om tidens jag. Ved hjælp af over- og underdrejninger af filmen viser man på en "morsom måde" scener fra hverdagen. Trafik m.m.